# Fußball-Europameisterschaft 2008/International Broadcast Centre
Das International Broadcast Centre (IBC) (deutsch: Internationales Sendezentrum) der UEFA Fußball-Europameisterschaft 2008 in Wien war die zentrale Verarbeitungsstelle für das Bild- und Tonsignal aller acht Spielstätten. Das IBC diente dabei als zentrales Medienzentrum, in dem alle Fernsehsignale aus allen EM-Stadien der Schweiz und Österreich zusammenliefen, im Master Control Room verarbeitet und anschließend in alle Welt verteilt wurden. Betrieben wurde das IBC von der UEFA Media Technologies SA (UMET), einer hundertprozentigen Tochtergesellschaft der UEFA, welche auch die Gesamtverantwortung für die Fernsehübertragung der EURO 2008 trug, Geschäftsführer war Alexandre Fourtoy.
Erstmals produzierte die UEFA damit selbst das TV-Signal für die weltweite Ausstrahlung einer Europameisterschaft und behielt so auch die Kontrolle über dieses "Einheitssignal", was schon kurz danach zu Kritik und Zensurvorwürfen durch nationale Fernsehanstalten – etwa durch das Schweizer Fernsehen oder den österreichischen ORF – führte.
Das IBC war auf rund 10.000 Quadratmeter in den Gebäuden der Messe Wien untergebracht und wurde von UEFA-Präsident Michel Platini am 3. Juni eröffnet.
In die Schlagzeilen geriet das IBC insbesondere beim Halbfinalspiel Deutschland-Türkei, als gewitterbedingte Stromschwankungen im Millisekundenbereich und eine fehlerhafte Notstromversorgung dazu führten, dass es für bis zu 18 Minuten weltweit, mit Ausnahme der Schweiz, kein Fernsehsignal mehr vom Spiel zu sehen gab. Der Geschäftsführer der UEFA Media Technologies erklärte am nächsten Tag, dass sich die Computer des Master Control Rooms im IBC bei jeder dieser kurzen Stromschwankungen abschalteten und erst wieder hochgefahren werden mussten, was jedes Mal mehrere Minuten in Anspruch nahm. Nationale Fernsehanstalten wie das ZDF kritisierten, dass ihnen von Seiten der UEFA eine unterbrechungsfreie Stromversorgung des IBC zugesichert worden war, und behielten sich rechtliche Schritte vor. Für die Stromversorgung verantwortlich war – wie bei der WM 2006 – das Unternehmen Host Broadcast Services (HBS).